# Sorghastrum incompletum
Espèce
Synonymes
- Andropogon bipennatus Hack.[2] [3]
- Andropogon galeottii E.Fourn.[2]
- Andropogon incompletus J.Presl[2]
- Andropogon nutans var. africanus Franch.[2]
- Andropogon stipoides Rupr.[2]
- Sorghastrum bipennatum (Hack.) Pilg.[2]
- Sorghastrum canescens (Hack.) Pilg.[2]
- Sorghastrum galeottii (E.Fourn.) Conz.[2]
- Sorghastrum incompletum var. bipennatum (Hack.) Dávila[2]
- Sorghastrum liebmannianum Hitchc.[2]
- Sorghum bipennatum (Hack.) Kuntze[2] [3]
- Sorghum canescens Hack.[2]
- Sorghum incompletum (J.Presl) Stapf[2]

Sorghastrum incompletum est une espèce de plantes de la famille des Poaceae et appartenant au genre Sorghastrum.